# Alipio de Constantinopla
Alipio (en griego, Ἀλύπιος) fue un sacerdote de la gran iglesia de Constantinopla, que floreció alrededor del año 430. Existe una epístola en griego a Cirilo de Alejandría, exhortándole a una vigorosa resistencia contra la herejía de Nestorio.

## Nota
Existe otro Alipio de Constantinopla que fue obispo de Bizancio entre 166-169.